# Herpomycetales
Herpomycetales Haelew. & Pfister – rząd grzybów z klasy owadorośli (Laboulbeniomycetes).

## Systematyka i nazewnictwo
Pozycja w klasyfikacji według Index Fungorum: Herpomycetales, Laboulbeniomycetidae, Laboulbeniomycetes, Pezizomycotina, Ascomycota, Fungi.
Rząd Herpomycetales utworzyli Danny Haelewaters i Donald H. Pfister w 2018 r. Jest to takson monotypowy z jedną tylko rodziną i jednym rodzajem:
- rodzina Herpomycetaceae I.I. Tav. 1981
  - rodzaj Herpomyces Thaxt. 1902